# Landspitze

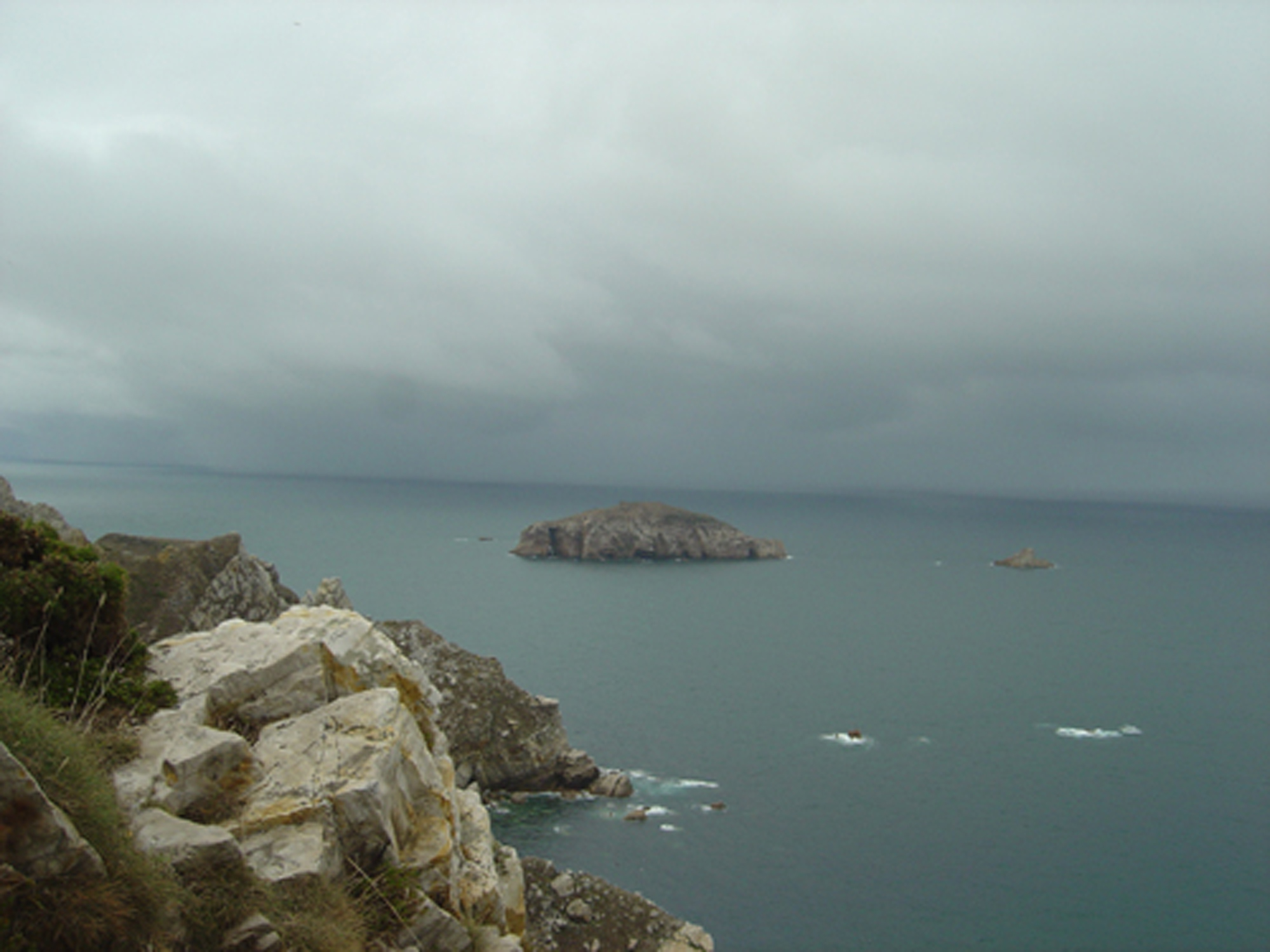
Kap Peñas, Asturien, Spanien

Als Landspitze bezeichnet man einen in ein Meer hinausragenden Teil Landes. Der Übergang zu Kap, Landzunge und Halbinsel ist fließend.
Zu den markanten Landspitzen in Westeuropa zählen Land’s End auf Cornwall (Südwest-England), das im Cape Cornwall endet, das Cotentin in Nordfrankreich, die Halbinsel Ponta de Sagres an Portugals Algarve und das Kap Peñas in Asturien, die Nordspitze Spaniens.
Im Norden Deutschlands sind unter anderem die oft sehr ausgeprägten Enden der friesischen Inseln zu erwähnen, Eiderstedt in Schleswig-Holstein, zahlreiche Spitzen im dänisch-deutschen Bereich der Ostsee. Zu Polen bzw. Russland gehört die Frische Nehrung bei Danzig.
Das äußerste Ende einer Landspitze wird oft als Kap bezeichnet, doch haben auch kleine Vorsprünge an sonst geraden Küsten diesen Namen. Von den bekannten Kaps sind einige das Ende sehr ausgeprägter Landspitzen – zum Beispiel in Amerika:
- Cape Canaveral (Florida), Cape Charles an der Landzunge von Maryland zur Chesapeake Bay, Punta Penas bei Trinidad, Punta Negra im westlichen Peru und Isla de los Estados/Kap San Diego vor Feuerland
- Weitere Beispiele in anderen Kontinenten sind der Karpas, Zyperns 80 Kilometer langer, schmaler Ausläufer nach Nordosten, die Halbinsel Gallipoli an den Dardanellen, Pelican Punt vor der namibischen Walvis Bay, Shiretoko-Misaki auf Hokkaidō, Japan, die Ninety Miles im Norden von Neuseeland und die Ponta de São Lourenço im Osten der Insel Madeira.

## Höft
Wenn durch Wasser von zwei Seiten Material herangeführt wird, schwächen sich die Strömungskräfte gegenseitig ab und es entsteht über das Zwischenstadium von Strandwällen eine Landspitze, die man als Höft (Neutrum, Plural: Höfte, aus dem Niederdeutschen höft = Haupt oder Kopf) bezeichnet. Beispiele hierfür sind das Reddevitzer Höft auf der Insel Rügen und die Geltinger Birk am Ausgang der Flensburger Förde.
Auch im Hamburger Hafen werden zahlreiche Landspitzen als Höfte bezeichnet, und zwar unabhängig davon, ob sie natürlichen Ursprungs sind oder beim Hafenausbau künstlich angelegt wurden, wie z. B. das Kaiserhöft mit der Elbphilharmonie. 